# 建設業

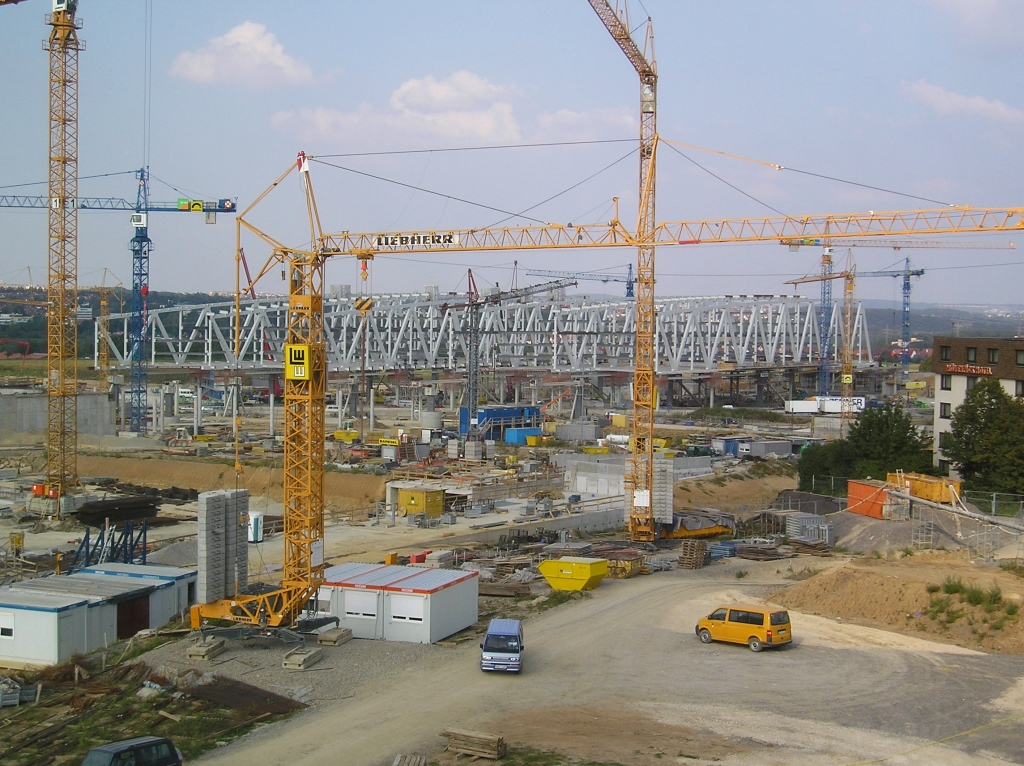
建設工事

建設業（けんせつぎょう、英語: construction）とは、建設工事の完成を請け負う営業をいい、日本においては土木建築に関する工事で、建設業法に規定する建設工事の種類にある工事の完成を請け負う営業をいう。第二次産業に含まれる。
- 建設業法は、以下で条数のみ記載する。

## 特記
特に注記がない場合、以降の記載は全て日本の建設業についての記述である。

## 概要
建設業においては、発注者に注文を受けてから生産が始まり、発注者が施主となるため、建築物を「生産」するという意識は強いが、「販売」するという意識は薄い。建設業において生産される建築物は、単品生産であり、多種多様な種類を持ち、生産される場所も異なる。また、建設業は土地に依存し、自然条件の影響を受ける。産業形態は複合化しており、総合組立産業（アセンブリ産業）としての側面も有している。なお、近年は、大手ゼネコンを中心として、「受注から造注へ」の流れも生じている。建設業を営む企業の多くは、自ら建売住宅や分譲マンションなどを建設して販売することも多い。この場合、宅地建物取引業（不動産業）の免許も必要になる。また、系列グループに不動産会社を有することも多い。
建設の事業においては、事業開始をもって（特段の手続きをしなくても法律上当然に）労災保険関係が成立する。建設の事業においては労災保険の保険料を、元請負人において一括して申告納付することが義務付けられており（一定の要件を満たせば、手続きにより下請負人に保険関係を分割することが出来る）、事業所には労災保険関係成立票を見やすい場所に掲げることも法令により定められているので、上記の問題は「労災隠し」として厳正に処罰されることに留意されたい。
法人個人を問わず、工事を請け負う実態であっても、請負契約でなければ建設業ではないので、工事内容にあわせて人数を計算し、単価×日数で労働力を提供するものであるなら、一般的な雇用契約（従業員としての労働）、あるいは労働者派遣に該当し、建設業の範囲からは外れ、建設業許可の対象外となる。この場合、雇用保険や厚生年金、健康保険は元の業者の従業員としての加入が必要である。
ただし、工事中における事故等で対象となる労働災害に代表される労働保険などでは、偽装的な労働者派遣にあっては万一の場合に保険が適用できないなどの問題が多く、山谷・あいりん地区・寿町地区等に代表される、いわゆる「ヤマ」や「寄せ場」に集まる日雇い労働者の雇用では社会問題に発展する場合がある。仮に雇用契約が存在するとしても、日雇い労働者は「日々雇用されるもの」という区分があり、労働条件の明示もなく雇用されている実態がある。保険が適用されるような重大事故となると問題が起きることがある。

## 建設業者

### 業種一覧
建設業法上の許可は、別表第一の上欄に掲げる建設工事の種類ごとに、それぞれ同表の下欄に掲げる建設業に分けて与えるものとされている（第三条（建設業の許可））。例えばダクト工事は管工事業に含まれるなど、工事内容の例示もある。国土交通省による工事内容例示（外部リンク）
| 略号     | 上欄に掲げる建設工事の種類   | 下欄に掲げる建設業                                                |
| -------- | ---------------------------- | ----------------------------------------------------------------- |
| （土）   | 土木一式工事                 | 土木工事業（指定）                                                |
| （建）   | 建築一式工事                 | 建築工事業（指定）                                                |
| （大）   | 大工工事                     | 大工工事業                                                        |
| （左）   | 左官工事                     | 左官工事業                                                        |
| （と）   | とび・土工・コンクリート工事 | とび・土工工事業                                                  |
| （石）   | 石工事                       | 石工事業                                                          |
| （屋）   | 屋根工事                     | 屋根工事業                                                        |
| （電）   | 電気工事                     | 電気工事業（指定）                                                |
| （管）   | 管工事                       | 管工事業（指定）                                                  |
| （タ）   | タイル・れんが・ブロツク工事 | タイル・れんが・ブロツク工事業                                    |
| （鋼）   | 鋼構造物工事                 | 鋼構造物工事業（指定）                                            |
| （筋）   | 鉄筋工事                     | 鉄筋工事業                                                        |
| （舗）   | 舗装工事                     | 舗装工事業（指定）                                                |
| （しゅ） | しゆんせつ工事               | しゆんせつ工事業 （浚渫工事のこと、法律では「しゆんせつ」と表記） |
| （板）   | 板金工事                     | 板金工事業                                                        |
| （ガ）   | ガラス工事                   | ガラス工事業                                                      |
| （塗）   | 塗装工事                     | 塗装工事業                                                        |
| （防）   | 防水工事                     | 防水工事業                                                        |
| （内）   | 内装仕上工事                 | 内装仕上工事業                                                    |
| （機）   | 機械器具設置工事             | 機械器具設置工事業                                                |
| （絶）   | 熱絶縁工事                   | 熱絶縁工事業                                                      |
| （通）   | 電気通信工事                 | 電気通信工事業                                                    |
| （園）   | 造園工事                     | 造園工事業（指定）                                                |
| （井）   | さく井工事                   | さく井工事業                                                      |
| （具）   | 建具工事                     | 建具工事業                                                        |
| （水）   | 水道施設工事                 | 水道施設工事業                                                    |
| （消）   | 消防施設工事                 | 消防施設工事業                                                    |
| （清）   | 清掃施設工事                 | 清掃施設工事業                                                    |
| （解）   | 解体工事                     | 解体工事業                                                        |

### 工務店
法律上の厳密な定義ではないが、主に戸建住宅等を請け負う建築専門の地場産業の建設業者のことを、伝統的に工務店と呼ぶ事が多い。工務店は、個人やメーカー等から戸建住宅を請け負い、専門工事業者（いわば鳶、大工、左官、板金、電気、水道等の建築系の職人）の手配、管理その他工事全体を監督する役割を担う。
戸建住宅の建築の現場は、社長（親方）と職人が中心であり、社長（親方）には、職人の争いの仲裁をして、報酬の前金の都合を付け、責任者として地域住民の苦情に頭を下げて回る役割が求められる。そのため信用が第一であり、人格者であることが求められる。大企業の役員が言うような現場主義とは異なり、現場主義でなければそもそも戸建住宅の建築が不可能である。そのため、社長（親方）の目が届く範囲での規模の方がうまくいくことが多く、そのような形態の建設業者を工務店と呼び称するのである。
建築士の場合で、必要に応じその都度工事現場に行って職人の指導から工事監督をも行うが、直接工事を実施しないもの、また建築士事務所が設計監理で工務店は工事管理と、役割が分担するものもある。だが、その逆に、大工が経営する形態も多く存在する。田鎖郁男『そうか、こうやって木の家を建てるのか』（小学館、2011年）『建て主1187人調査レポート』（日経ホームビルダー編、日経BP社、2009年）などでわかるとおり、過去から日本では、設計から職人のマネジメントまで住宅建築に関するすべてを取り仕切っていたのは大工の親方・棟梁である。この大工の棟梁が発展した形が工務店であるともいえる。竹中工務店、一条工務店、穴吹工務店などゼネコン、サブコンといった建設会社の社名にも使用されるが、会社規模が違うだけでもとは上記の工務店と本質的な違いはない。
『全国優良工務店100選』（全国優良住宅協議会監修、日本建築出版社、2011年）では工務店のタイプわけを行っている。これによると従来型の棟梁型店、社内に建築士を抱えデザインで他社との差別化を図っている店、外部の建築家の設計による施工だけを行う店、ハウスメーカーの下請けや、特定工法のフランチャイズ業務が中心の店、特定の建材・設備などを使った住宅を商品化・シリーズ化して販売型の店、自社土地購入で建売住宅や売建住宅販売を展開する店などがみられるという。
近年はほとんどの工務店は上記の複合形スタイルでの経営状態である。またその影響やニーズから現在では工務店といっても様々なタイプがある。「工務店のネットワーク化――工務店の業界動向とグループ化の方向性」（『ヤノ・レポート』2011年3月号）、大内俊一『介護ビジネス進出の実務 中小建設業・工務店の強みを活かす』（日本実業出版社、2004年）、野崎進『大震災に強い家づくり 福島県郡山の地域工務店発!』（PHP研究所、2012年） などをみても、工務店の数だけその形態があると言っても過言ではない。
「東京で家を建てる 2006夏 東京都の工務店・ハウスメーカー・建築事務所情報42」（月刊ハウジング編集、リクルート、2006年） 「インタビュー 被災地の再生が工務店の使命」（『新住宅ジャーナル』2011年6月号）をみるとおり、工務店は、地域密着で営業していることが多く融通がきき、アフターケアもきめ細かく受けられる利点があるといえる。なお『建築雑誌』2011年4月号<特集>日本のデザイン×ビルド、を観るとおり、工務店に直接家を建てる依頼をするというのは、例外もあるが通常は工務店側に家の設計と施工の両方を委託する設計施工というスタイルとなる。

## 法令
建設業法 - e-Gov法令検索

### 許可制
- 建設業を行うには、原則として、請け負う工事の種類ごとに許可を受けなければならない。
- 請負として建設工事を施工する者は、「元請[注釈 4]」・「下請」ともに個人・法人の区別なく許可を受ける必要がある。下請から更に請負をする孫請（まごうけ）と呼ぶ2次下請、更に2次下請から次の下請に発注する3次下請の曾孫請（ひまごうけ）以下の場合も同様である。従業員がおらず事業主一人だけで作業を行う建設業者もおり、この場合は一人親方（ひとりおやかた）と呼ばれる。後述の「軽微な工事」の範囲を超えれば、事業主一人の場合でも建設業許可が必要である。
- 建設業法では、注文者から請け負った工事すべてを他の業者に一括発注する丸投げは禁止されており、民間工事においては例外規定があるものの、請け負った工事を元請人の監督員等を常駐させずにそのまま下請けに出すことは法律違反である。少なくとも、建設業を生業として営む請負人が、発注者から技術力や工事実績等を信頼されて建設工事を受注したのであれば、監理技術者や主任技術者を配置し、技術的な管理責任を果たした上で、一部の工事を下請けに出すべきである。
- 自社で施工能力もなく、各種資格者を有さずに、技術管理できない状態で工事を請け負う（あるいは、請け負える）ことは、トンネルあるいはペーパーと呼ぶ業者である可能性が高い。
  - 一方、一定の条件を満たす専門工事（特定専門工事）において、一定の条件を満たす下請契約の場合には、元請が技術管理を行うことを前提として下請における主任技術者の配置が不要となる制度（専門工事一括管理施工制度）がある。
- 談合行為、重大な労働災害などを発生させた場合など、監督官庁による期間を定めての営業停止・許可取消処分が課せられる場合がある。また、公共工事においては登録先の発注機関による指名停止という形での処分もある。
- 許可不要の場合
軽微な建設工事のみを請け負う場合は、必ずしも許可を受ける必要はない。「軽微な工事」とは、建築一式工事の場合は、1件の工事請負代金の額が1,500万円未満（消費税含む）の工事、又は延面積が150m2未満の木造住宅工事、建築一式工事以外の建設工事の場合は、1件の工事請負代金の額が500万円未満（消費税含む）の建設工事をいう。
※2003年頃から問題になっている、いわゆる住宅リフォームに関する問題は、ほとんどが建設業許可を受けていない業者が引き起こしている。
また、下請業者に建設工事を発注する際にも、上記金額を超える請負契約を締結する場合、注文者にも、下請業者が建設業許可を有しているか否かの確認をする責任があるので注意が必要である。下請業者に回した仕事が許可された業種に当たらない場合も、無許可営業として双方が処分される。

許可を取ることで、毎年の決算の届出等が義務付けられる一方、法違反（無許可営業）とならないこと、社会的信用が増すこと、経営事項審査を受け公共工事に参加できることなどのメリットがある。
建設業許可は5年更新制であり、有効期間が満了する前に更新の許可申請をする必要がある。直前の決算等において許可要件を満たしていないと、許可は下りない。許可期限前に更新申請すれば、許可が下りる下りないの判断があるまでは、従前の許可番号で営業ができる。

#### 許可の区分
- (1)「国土交通大臣許可」か「都道府県知事許可」か
  - 「国土交通大臣許可」とは、2つ以上の都道府県の区域内に営業所（常時見積もり、契約締結、金銭の受領、支払等建設工事の請負契約に関する重要な業務を行う事務所）を設けるときに義務づけられる許可のこと。例えば、東京都に本店（主たる営業所）を置いて大阪府や愛知県に支店（従たる営業所）を設けるような場合に必要となる。
  - それに対して、「都道府県知事許可」とは、1つの都道府県の区域内にのみ営業所を設けるときに義務づけられる許可である。なお、「都道府県知事許可」であっても、営業所が同一都道府県に限るというだけで、営業エリアや施工エリアに制限はない。例えば大阪府内に営業所を置く大阪府知事の許可を受けている業者が、京都府での仕事を受注することもできる。他府県に従たる営業所を置く場合は、現在有効な都道府県知事許可から、国土交通大臣許可への許可換え新規申請となる。
  - 申請書類の提出先は各都道府県を窓口に、都道府県知事許可の場合は各都道府県知事、国土交通大臣許可の場合は各都道府県知事を経由し、各地方の整備局になる。
- (2)「特定建設業許可」か「一般建設業許可」か
  - 「特定建設業許可」とは、建設工事の発注者（最初の注文者）から直接請け負った一件の建設工事につき、その工事の全部又は一部を、下請代金の額（その工事に係る下請契約が2つ以上あるときは総額）が4,000万円以上（消費税込み。ただし、建築一式工事業に関しては6,000万円以上）となる下請契約を締結して施工しようとする者に、義務づけられる許可のこと。金額区分は請負金額ではなく、更に外注に回す金額の総額であることに注意。外注先の下請業者の保護を目的とし、発注代金の支払等に格段の義務が伴う。
- 一方、「一般建設業許可」の場合は、元請として工事を請け負った際に前述した制限金額を超える金額の工事を下請業者に発注することができない、高額工事を元請として受注する場合は、外注金額を枠内に抑え、直営（自家）施工することになる。これらは元請契約として受注する場合に限る制限である。
  - 元請工事としてではなく、下請工事として請け負う場合に関しては、「一般建設業許可」であっても外注総額などの制約を受けず受注することができる。
  - 「特定建設業許可」の申請を行うには、指定建設業の業種（後述）かそうでないかによって要件は異なるが、一般建設業許可に求められる資格要件よりは厳しいものとなっている。下請負人への支払い能力（自己資本などの財務内容）や、営業所ごとに専任配置する技術者の数が要件を満たしていないと特定建設業許可は取れない。

したがって、許可区分は、大臣特定、知事特定、大臣一般、知事一般の4種類となる。ひとつの業者が、「大臣」と「知事」若しくは複数の「知事」許可を同時に、又はある業種の許可を「一般」と「特定」を同時に取得することはない。ただし、業種が違えば、ある業種は特定、別の業種は一般で許可を取る場合はある。
許可年度を加えて、「特定建設業　建築工事業　国土交通大臣許可（特定-17）第○○○○号」などと表記される。これを明示した許可票を営業所及び工事現場の見やすい場所に掲げなければならない。この許可票を通称「金看板」と呼ぶ。許可年度が5年以上前の広告や許可票を散見するが、この場合、更新したのか確認することも重要である。

#### 許可の要件

##### 一般建設業
- 一般の許可を受けるには次の要件を満たさなければならない(第7条)。

1. 建設業に係る経営業務の管理を適正に行うに足りる能力を有するものとして国土交通省令で定める基準に適合する者であること[2]
  1.  常勤役員が一定の要件を満たすこと、または一定の要件を満たす常勤役員と常勤役員を直接に補佐する者の両方を置くこと
  2.  適切な社会保険に加入していること
2. 営業所ごとに専任の技術者がいること（専任技術者）
3. 建設工事の請負契約に関して誠実性のあること
4. 財産的基礎、金銭的信用のあること
5. 許可を受けようとする者が一定の欠格要件に該当しないこと

このうち、1.1.常勤役員および補佐者、2.専任技術者に関しては「名義借り」でなく、常勤の社員・役員や事業主であることが必須であり、これらの資格者なしに許可を取ることはできない。許可取得・更新時だけでなく継続して必要であり、退職したり資格を失ったりした場合は、有資格者を補充するか、さもなくば建設業を廃業するしかない。
1.2.社会保険に関しては、以下の要件が定められている。
- 健康保険および厚生年金保険については、適用事業所[注釈 7]に該当する全ての営業所について、加入の旨を届け出ていること
- 雇用保険については、適用事業[注釈 8]の事業所に該当する全ての営業所について、加入の旨を届け出ていること

##### 特定建設業
- 特定の許可は一般建設業の要件を満たすとともに、更に2.の専任技術者、4.の財産的基礎に厳しい条件を定めている。

##### 指定建設業
- 上記の業種一覧で青地の（指定）とした7業種、すなわち、土木工事業、建築工事業、電気工事業、管工事業、鋼構造物工事業、ほ装工事業、造園工事業の業種の特定建設業の許可を受けようとするときは、2.の専任技術者は実務経験では認められず、一定の国家資格（1級建築施工管理技士、1級土木施工管理技士などの資格）を所持、又は大臣特別認定者である必要となる。

## 労働法制・職業安定法制における建設業
建設業法上の建設業とは別に、労働基準法ほかの労働法制、及び職業安定法ほかの職業安定法制においても、建設業について独自の定義が存在する。

### 労働基準法上の土木・建設業
労働基準法における土木・建設業は、労働基準法別表第1の第3号にて、「土木、建築その他工作物の建設、改造、保存、修理、変更、破壊、解体又はその準備の事業」と定義されている。
労働基準法における土木・建設業には、以下のような特徴がある。
- 「工業的事業[注釈 10]」に含まれる。
  - 労働基準法第56条第2項は適用されない。
- 労働基準法施行規則第48条の2の規定により、労働基準法第87条の適用対象とされる。

### 労働保険徴収法上の建設事業
労働保険徴収法における建設事業は、労働保険徴収法第12条第4項第3号にて、「土木、建築その他工作物の建設、改造、保存、修理、変更、破壊若しくは解体又はその準備の事業」と定義されている。同事業は、労働保険徴収法施行規則別表第1において、「建設事業」と総称されている。
労働保険徴収法における建設事業には、以下のような特徴がある。
- 雇用保険料率について、一般の事業とは異なる料率が設定されている[注釈 11]。
- 労働保険徴収法施行規則第7条の規定により、労働保険徴収法第8条の適用対象とされる。
- 労働保険徴収法施行規則第77条の規定により、労災保険関係成立票（労働保険徴収法施行規則様式第4号）を見やすい場所に掲げることが義務付けられる。

### 職業安定法・労働者派遣法上の建設業務
職業安定法第32条の11および労働者派遣法第4条において、建設業務はいずれも「土木、建築その他工作物の建設、改造、保存、修理、変更、破壊若しくは解体の作業又はこれらの作業の準備の作業に係る業務」と定義されている。
職業安定法・労働者派遣法上の建設業務は、以下の行為が禁止されている。
- 有料職業紹介事業者による職業紹介の対象とすること（職業安定法第32条の11により禁止）[注釈 13]
- 労働者派遣事業の対象とすること（労働者派遣法第4条により禁止）[注釈 14]